# Data General Nova

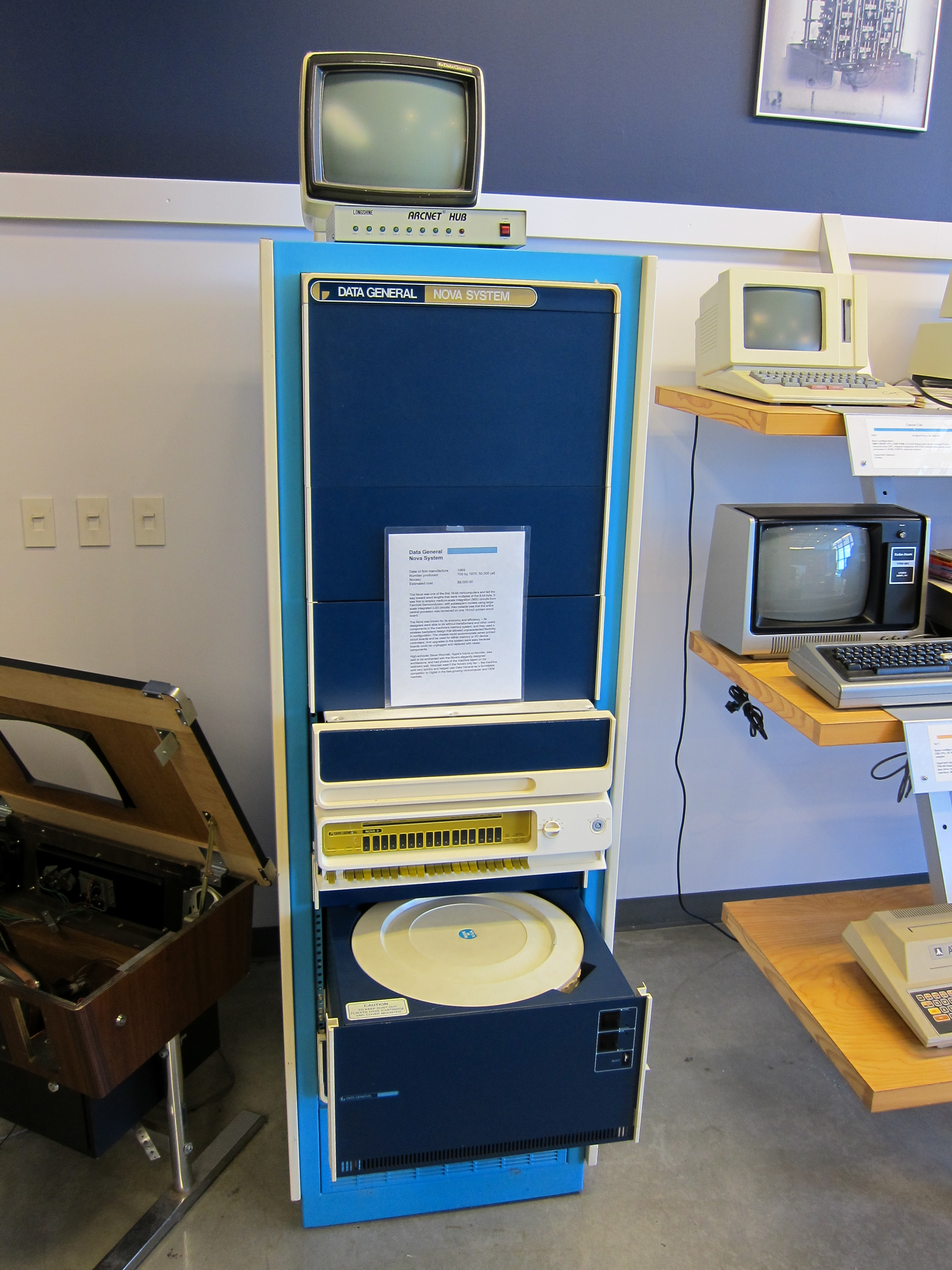
Data General NOVA System

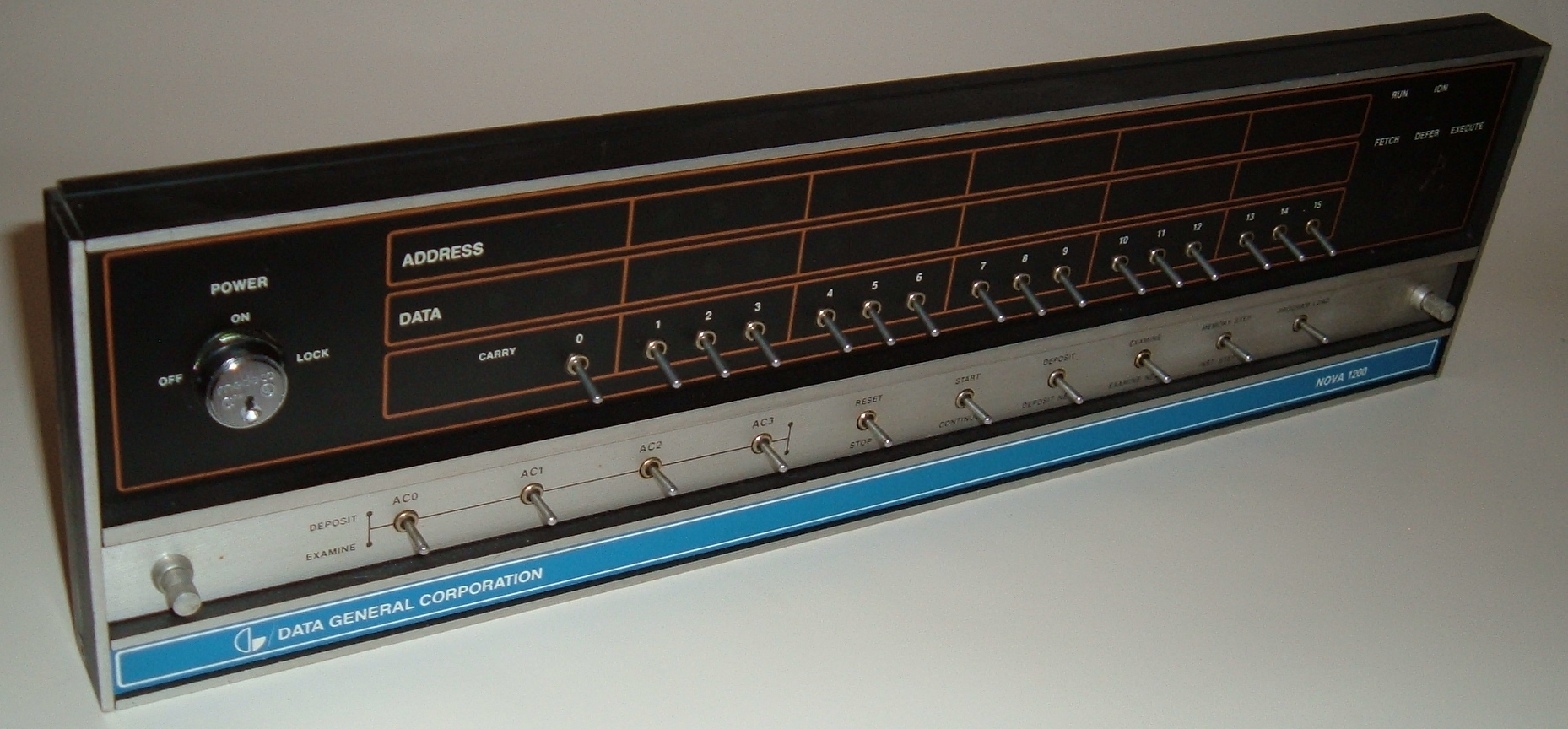
Data General Nova 1200 front panel

A Data General Nova egy népszerű 16 bites miniszámítógép volt, amelyet a Data General amerikai cég készített és forgalmazott 1969-től kezdődően. A Nova egyetlen szabvány fiók méretű házban (rack mount case) helyezkedett el és elég kapacitása volt egyszerűbb számítási feladatok elvégzésére. A Nova világszerte népszerű lett a tudományos laboratóriumokban, és gyorsan elérte az 50 000-es eladott mennyiséget. A gépet a Data General Eclipse követte, amely több paraméterében hasonlított a Novához, de virtuális memória-támogatással, valamint a modern operációs rendszerek által megkövetelt jellemzőkkel rendelkezett.

## Történet

### Edson de Castro és a Nova eredete
Edson de Castro termékmenedzser volt a Digital Equipment Corporation (DEC) számítógépgyártó cégnél, amely többek között a híres PDP–8 gépet készítette, azt a 12 bites gépet, amelyet általánosan az első igazi miniszámítógépnek tekintenek. De Castro meggyőződése azonban az volt, hogy a PDP–8-ból kiindulva jobb gépet is lehet készíteni, egy 16 bites egykártyás számítógép alakjában. Ken Olsen nem támogatta a tervezetet, így de Castro több társával együtt kilépett a DEC-től, követte őt Richard Sogge hardvermérnök és Henry Burkhardt III szoftvermérnök. Ők hárman alapították a Data General (DG) vállalatot 1968-ban. A negyedik alapító, Herbert Richman, egy értékesítő volt a Fairchild Semiconductor-nál és a többieket Digital Equipment-nél lévő kapcsolatain keresztül ismerte.
Az eredeti elképzelés szerint a Nova két 15 × 15 inches (38 cm × 38 cm) nyomtatott áramköri panelon került kialakításra, az egyik panel a CPU-t hordozta, a másik különféle kiegészítő rendszerek panelja volt. A paneleket egymáshoz lehetett csatlakoztatni a hátlapjukon, minimális vezetékezéssel, és az egész gyártást automatizálni lehetett. Ez nagymértékben csökkentette az árat a rivális PDP–8 és PDP–8/I gépekhez képest, amelyek sok kisebb panelt tartalmaztak, amiket a hátlapjukon szintén össze kellett csatlakoztatni. A nagyobb panelek a Novát megbízhatóbbá is tették, ami még vonzóbbá tette a gépet az ipari és laboratóriumi felhasználói szektorban. A rendszert alkotó MSI (medium-scale integration) nyomtatott áramköröket a Fairchild Semiconductor szállította. A Nova volt az egyik első 16 bites miniszámítógép és élen járt a szóhossz a 8 bites bájt többszöröseire való növelésében is.
A DG 1969-ben dobta piacra a Novát, 3995 dolláros áron, természetesen "a világ legjobb kisszámítógépe"-ként hirdetve a gépet. Az alapmodell önmagában nem volt nagyon használható, és a (RAM) memóriabővítés ferritgyűrűs memória formájában felvitte az árat 7995 dollárra. 1969-ben a Data General összesen 50 000 Novát adott el, darabját 8000 dolláros áron. A Nova legnagyobb kihívója az új DEC PDP–11 számítógépsorozat volt, valamint kisebb mértékben a régebbi DEC PDP–8-as rendszerek. A közfelfogás szerint a Nova nem volt annyira kiforrott, mint a konkurensei, de ennek ellenére elég hatékony és gyors volt a kor gépeihez képest, legalábbis az olcsóbb gépek piacán.

### SuperNOVA
Ken Olsen (a konkurens DEC alapítója) nyilvánosan megjósolta, hogy a DG megbukik, de a Nova megjelenésével világossá vált, hogy ez nem fog megtörténni. Ekkorra már számos más cég is 16 bites kialakítások bevezetéséről kezdett beszélni. Olsen úgy vélte, hogy ezek veszélyeztetik a cég 18 bites és a 12 bites termékcsaládjait, és elindította egy új, 16 bites kialakítás tervezését. Ennek eredményeként 1970-ben megjelent a PDP–11, egy sokkal összetettebb konstrukció, amely éppúgy különbözött a PDP–X-től, mint a Nova. A két tervezet erősen versenyzett egymással a piacon.
A DEC új rendszeréről szóló pletykák nem sokkal a Nova szállításának megkezdése után jutottak el a Data Generalhoz. 1970 tavaszán felvettek egy új tervezőt, Larry Seligmant, hogy a tervezésben leelőzzék az esetlegesen készülő gépet. A Nova tervezése óta két jelentős változás történt szakmai téren; az egyik, hogy a Signetics bevezette a 8260-as IC-t, egy 4 bites eszközt, amely kombinálta az összeadót, az XNOR és az ÉS függvényeket, ami azt jelentette, hogy az alaplogika megvalósításához szükséges csipek száma körülbelül harmadára csökkent. A másik az volt, hogy az Intel egyre komolyabban beszélt a félvezető alapú memóriákról, amelyek 1024 bitet ígértek egyetlen csipen, és sokkal nagyobb sebességgel működtek, mint a mágnesmagos memóriák.
Seligman új konstrukciója mindkét fejlesztés előnyeit kihasználta. Egyrészt az új IC-k lehetővé tették az ALU teljes 16 bites szélességűre bővítését ugyanazon a két kártyán, így egyetlen ciklusban végezhetett matematikai és logikai műveleteket és ezáltal az új konstrukció négyszer olyan gyors lett, mint az eredeti. Ezenkívül új, kisebb ferritgyűrűs memóriát használtak, amely az eredeti 1200 ns-ról 800 ns-ra javította a ciklusidőt, ami további  1/3 (egyharmad) javulást jelentett. A teljesítményt tovább lehetett javítani, ha a ferritmagos memóriát csak olvasható memóriával helyettesítették; a ferritmagos memória írási/olvasási ciklusát kiiktatva ez 300 ns-os elérési idővel volt elérhető, ami drámai teljesítménynövekedést eredményezett.
Az így létrejött gépe neve volt a SuperNOVA, s ezt 1970-ben adták ki. Bár a kezdeti modellek még ferritmagos memóriát használtak, az egész kialakítás azon a feltételezésen alapult, hogy egyre gyorsabb félvezető memóriák válnak elérhetővé, és a platform teljes mértékben ki tudja használni azokat. Ezt az elvet valóra is váltották, még ugyanabban az évben bemutatták a SuperNOVA SC gépet, melyet félvezető (semiconductor, SC) memóriával szereltek. A sokkal nagyobb teljesítményű memória lehetővé tette, hogy a memóriával szinkronban lévő CPU sebessége tovább növekedjen, és 300 ns ciklusidővel (3,3 MHz) működjön. Sok éven át ez volt a leggyorsabb elérhető miniszámítógép. Kezdetben az újfajta memória igen drága volt, és igen nagy hőt is termelt (felforrósodott), ezért nem használták széles körben.

### Későbbi verziók

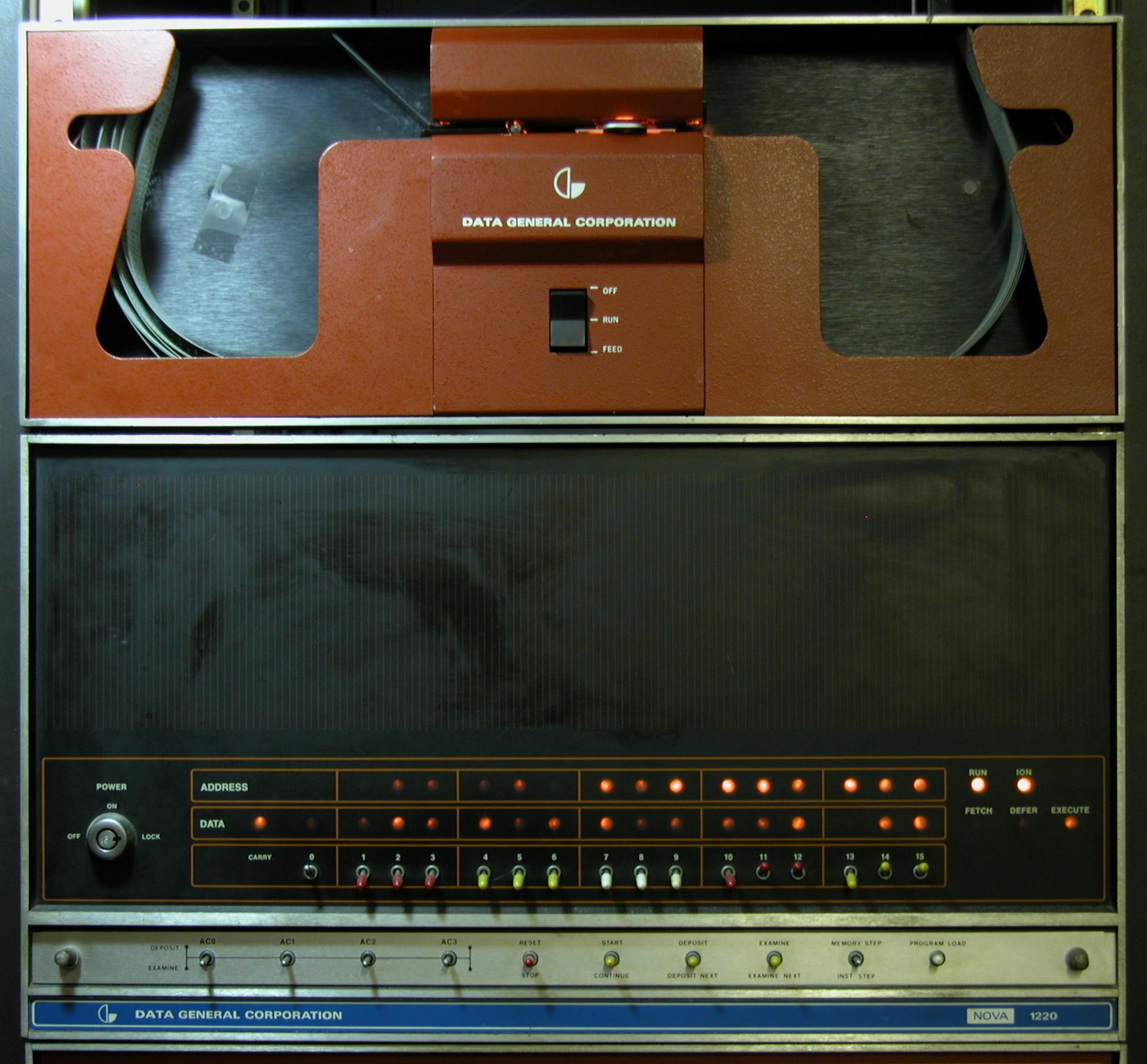
Működő Nova 840

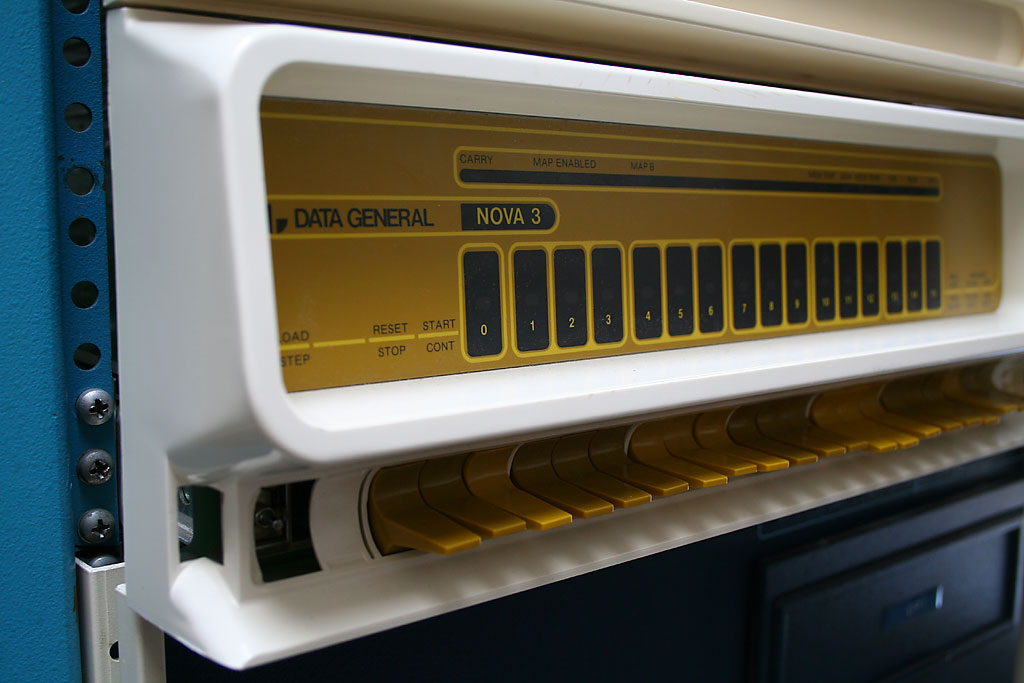
Data General Nova 3

### microNOVA
A Data General készített egy sorozat egycsipes / egylapkás implementációt is a Nova processzorból, amelyet microNOVA néven jelentetett meg. A sínrendszerben történt változtatások drámaian lecsökkentették a teljesítményt, végül a Nova csipek teljesítménye csak alig érte el az eredeti Nova teljesítményét, de akár annak a felére is csökkenhetett. Az eredeti microNOVA „mN601” processzort 1977-ben kezdték szállítani. Ezt követte a microNOVA MP/100 1979-ben, amely a CPU-t egyetlen VLSI lapkára redukálta, ez volt az mN602. A cég egy nagyobb verziót is kínált, a microNOVA MP/200 nevűt, amelyet ugyanabban az évben kezdett szállítani.
A microNOVA később PC stílusú dobozt kapott, benne két floppy-meghajtóval, ezt Enterprise néven forgalmazták. Az Enterprise 1981-ben jelent meg, operációs rendszere az RDOS volt. Ugyanebben az évben az IBM PC megjelenése azonban ezt és a hozzá hasonló gépeket kiszorította a piacról, így azok eltűntek a süllyesztőben.

### Örökség
A Nova nagy hatással volt a Xerox Alto (1973) és Apple I (1976) számítógépek terveire, és ez szolgált alapjául a Computervision CGP (Computervision Graphics Processor) sorozatának. Külseje határozottan mintaként szolgált a MITS Altair (1975) mikrogép kialakításához.

## Technikai leírás

### A processzor

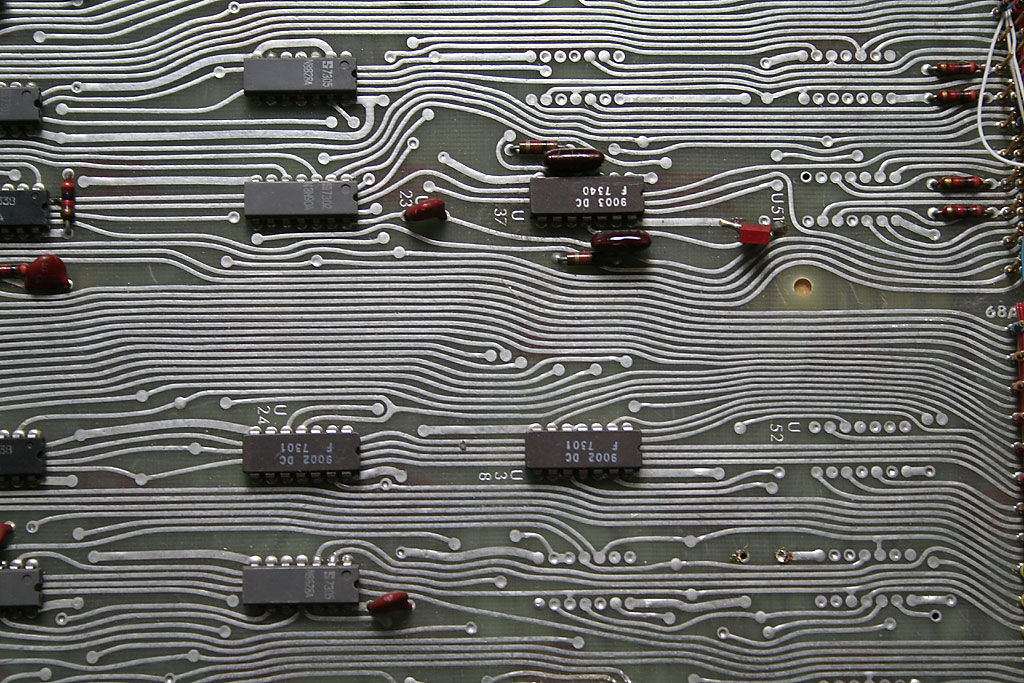
A Nova 3 nyomtatott áramköre

A Nova processzora, a PDP–8-cal ellentétben, load-store architektúrájú. Négy 16 bites akkumulátor regisztere van, amelyekből kettő (a 2-es és a 3-as) indexregiszterként is használható. 15 bites programszámlálója van és egy egybites átvitelregisztere (carry). A PDP–8-hoz hasonlóan az aktuális + nulla-lapos címzés volt az alapvető. Veremregisztere nem volt, de a későbbi Eclipse kialakítások egy dedikált hardveres memóriacímet használtak erre a célra.

### Programozási modell

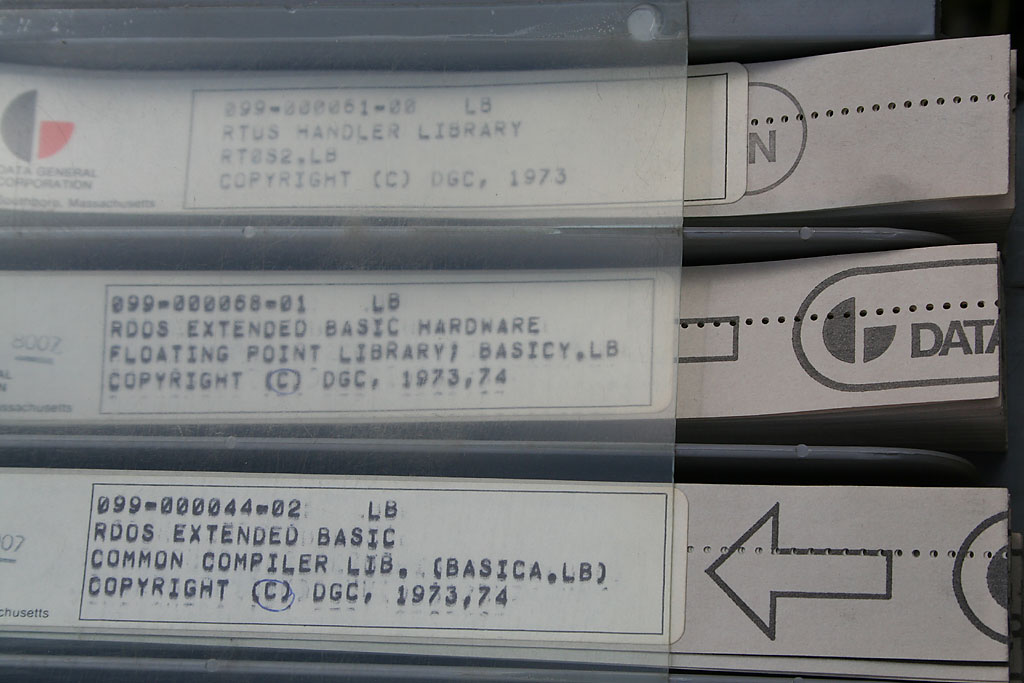
Data General szoftver lyukszalagon

A legelső Novákhoz BASIC interpretert mellékeltek lyukszalagon. Később más nyelvek támogatása is megjelent.

## Assembly nyelvű példák

### Hello world program
Egy egyszerű programpélda a Nova assembly nyelvén. RDOS alatti futtatáshoz készült, a "Hello, world." szöveget írja ki a konzolra.
```
   ; a "hello, world" program for Nova running RDOS, by Toby Thain
   ; uses PCHAR system call
   .titl hello
   .nrel
   .ent start

start:
dochar:
   lda    0,@pmsg  ; load ac0 with next character,
   mov#   0,0,snr  ; test ac0; skip if nonzero (don't load result)
   jmp    done
   .systm
   .pchar          ; print first
   jmp    er       ; skipped if OK
   movs   0,0      ; swap bytes
   .systm
   .pchar          ; print second
   jmp    er       ; skipped if OK
   isz    pmsg     ; point to next character
   jmp    dochar   ; go around again

done:
   .systm          ; normal exit
   .rtn
er:
   .systm          ; error exit
   .ertn
   halt

pmsg:
   .+1             ; pointer to first character of string
                   ; note bytes are packed right-to-left by default
                   ; <15><12> denotes a CR LF pair.
   .txt /Hello, world.<15><12>/
   0               ; flag word to end string

   .end start
```

## Fordítás
Ez a szócikk részben vagy egészben  a   Data General Nova című angol Wikipédia-szócikk ezen változatának fordításán alapul.  Az eredeti cikk szerkesztőit annak laptörténete sorolja fel. Ez a jelzés csupán a megfogalmazás eredetét és a szerzői jogokat jelzi, nem szolgál a cikkben szereplő információk forrásmegjelöléseként.